# Balti (sanger)
Balti (født 10. april 1980 i Tunesien) er er en tunesisk Hip Hop-musiker.

## Biografi
Han begyndte sin kunstneriske karriere med gruppen Wled Bled, inden han startede i 2002 for at gøre sig kendt på den tunesiske scene gennem et uofficielt album med DJ Danjer.
I 2003 samarbejdede han med den tunesiske instruktør Mohamed Zran om soundtracket til hans film "Prinsen", hvor han skrev, komponerede og udførte tre stykker ud over filmens slutkreditter.
Fra 2004 til 2009 holdt han koncerter i hele Tunesien, men også i Europa, hvor han optrådte især med Rohff, Tandem, FactorX, Sinik, Cheb Slim, Diam's og i Tyskland med Methodman og Redman.
I 2008 dannede han sin gruppe X-spænding, hvormed han udgav sit første officielle album "Our World in Real". Disse to koncerter er organiseret af Radio Libre de Tunisie.
I 2017 udgav han en single kaldet "Ya Lili". Det er en duet med Hammouda, en lille tunesisk dreng, der var ukendt på tidspunktet for offentligheden. Klippet, der blev sendt til YouTube, har et rekordantal af visninger nogensinde i Tunesien og den arabiske verden og sætter Balti i rampelyset i regionen.